# Stationschef Fallmerayer
Stationschef Fallmerayer ist eine Novelle von Joseph Roth, die 1933 im Amsterdamer Verlag Allert de Lange in der von Hermann Kesten herausgegebenen Sammlung Novellen deutscher Dichter der Gegenwart erschien.

## Inhalt
Adam Fallmerayer ist Stationschef eines kleinen Bahnhofs an der Strecke von Wien nach Italien, an dem keine Expresszüge halten. Er ist verheiratet, hat Zwillingstöchter und ist niemals weiter als nach Bozen gekommen, wo er einmal mit der Familie Urlaub gemacht hat. Sein Leben läuft in eintöniger Routine ab. Im März 1914 kommt es unweit seiner Bahnstation zu einem Unfall, als ein Expresszug auf einen Güterzug fährt. Fallmerayer hastet zum Unfallort und beteiligt sich an der Versorgung der Verletzten. Speziell bemüht er sich um eine Frau, die zwar unter Schock steht, aber wohl unverletzt ist. Er nimmt sie mit zu sich nach Hause. Die Dame, eine Gräfin Walewska, ist Russin aus der Nähe von Kiew und befand sich auf der Reise nach Meran. Fallmerayer nimmt sie für ein paar Tage auf, stellt ihr sein Bett zur Verfügung, schläft im Dienstraum und ist fasziniert von der Frau, deren Parfüm das Haus erfüllt. Die Gräfin reist schließlich weiter, er aber träumt ihr nach.
Als der Krieg ausbricht, meldet er sich freiwillig bei seinem Bataillon. Er macht Karriere, wird Leutnant und nimmt niemals Heimaturlaub. Er lernt Russisch und wird schließlich wegen seiner sehr guten Russischkenntnisse in der Nähe von Kiew als Dolmetscher eingesetzt. Er sucht beharrlich nach der Frau und findet sie schließlich auf ihrem Landsitz. Der Ehemann ist an der Front eingesetzt. Nachdem er zum Oberleutnant befördert worden ist, verbringt Fallmerayer den Sonderurlaub nicht bei der Familie, sondern bleibt im Land. Er sucht die Frau auf ihrem Landsitz auf, die ihn nicht wiedererkennt, ihn aber nach einigem Zögern zum Tee einlädt. Obwohl er nicht eingeladen wird, sucht er sie immer wieder auf. An einem Abend treffen sie wie durch Zufall aufeinander, und sie küssen sich. Ab jetzt geht er im Haus ein und aus. Als die Truppen der siegreichen Roten Armee immer näher kommen, überredet Fallmerayer seine Geliebte zur Flucht. Über Tiflis und Konstantinopel schlagen sie sich nach Monte Carlo durch, wo die Walewski eine Villa besitzen. Sie leben glücklich und sorgenfrei, ihr Unterhalt ist durch den Schmuck, den die Gräfin retten konnte, für mehrere Jahre gesichert.
Anja Walewska möchte ihre Verbindung legalisieren, und sie möchte mit ihrem Geliebten ein Kind haben. Fallmerayer will über einen Vetter eine Scheidung von seiner Frau in die Wege leiten. Er erfährt, dass er inzwischen in seiner Heimat für tot erklärt wurde und stellt seine Bemühungen ein. Eines Tages jedoch kehrt der Graf Walewski aus dem Feld zurück. Der sitzt im Rollstuhl, er ist ein körperliches und seelisches Wrack. Mit der Hilfe Fallmerayers wird er ins Haus gebracht. Seine Frau ist inzwischen von Fallmerayer im dritten Monat schwanger. Fallmerayer muss sehen, wie sie sich ganz selbstverständlich um den Kriegsversehrten kümmert. Daraufhin verlässt er das Haus und bleibt von da an verschollen.

## Kurioses
Roth lässt einen Dampfer von Baku nach Konstantinopel fahren, was erst seit der Fertigstellung des Wolga-Don-Kanals 1952 möglich ist.

## Hintergrund
- Die Novelle sollte erst Die Liebes-Ehe heißen, aber Joseph Roth fand Gefallen am Klang des Namens Fallmerayer.[1]
- Die Namenswahl Walewska für die Gräfin möchte Sternburg[2] mit Maria Walewska – der Geliebten Napoleons – assoziieren. Roth könnte also während der Niederschrift bereits an „Die hundert Tage“ gedacht haben.

## Verfilmung
Walter Davy verfilmte 1976 die Novelle unter dem Originaltitel mit Wolfgang Hübsch, Odile Versois und Helma Gautier für das Fernsehen.

## Hörbuch
- Stationschef Fallmerayer. Gelesen von Dieter Mann. Eulenspiegel Verlag, Berlin 2011. ISBN 978-3-359-01136-1